# Việt Cường, Trấn Yên
Việt Cường là một xã thuộc huyện Trấn Yên, tỉnh Yên Bái, Việt Nam.

## Địa lý
Xã Việt Cường cách trung tâm huyện 25 km, có vị trí địa lý:
- Phía bắc giáp thành phố Yên Bái
- Phía nam giáp xã Vân Hội
- Phía đông giáp xã Việt Hồng và xã Lương Thịnh
- Phía tây giáp xã Minh Quân.

Xã Minh Quân có diện tích 46,96 km², dân số năm 2019 là 4.742 người, mật độ dân số đạt 101 người/km².

## Hành chính
Xã Việt Cường được chia thành 12 thôn: 1, 2, 3A, 3B, 4, 5, 6, 6B, 7A, 7B, 8A, 9.